# Оголошено вбивство
«Оголошено вбивство» (англ. A Murder is Announced) — детективний роман англійської письменниці Агати Крісті, виданий в 1950 році.

## Сюжет
Дія роману відбувається в англійському селі Чипінг-Клеґорн. У місцевій газеті надруковане дивне оголошення: "Оголошене вбивство, що відбудеться в п'ятницю, двадцять дев'ятого жовтня, о вісімнадцятій годині, тридцять хвилин у Літтл-Педоксі. Тільки сьогодні! Друзі, поспішайте взяти участь".
Літтл-Педокс — невелика садиба, де живе літня міс Летиція Блеклок, її подруга дитинства Дора Баннер, племінники Джулія й Патрік Сімонс, економка-іммігрантка Міці, а також молода вдова Філіпа Геймс. У селі сприймають оголошення як жарт Патрика  або як оригінальне запрошення на вечірку, але в Літтл-Педоксі про цей жарт також довідаються з газети. Розуміючи, що напливу гостей у призначений час не уникнути, хазяї готуються прийняти їх, хоча й не розуміють що відбувається.
До призначеного часу під різними приводами в Літтл-Педдоксі збирається ціла вітальня народу...

## Діючі особи
- Міс Марпл — розслідує справу самостійно. На пенсії
- Летиція Блеклок — господарка Літтл-Педдокса, дому, у якому відбулося вбивство.
- Дора Баннер — найкраща подруга й компаньйонка міс Блеклок.
- Патрік Сімонс — племінник міс Блеклок, головний підозрюваний.
- Джулія Сімонс — племінниця міс Блеклок, сестра Патріка.
- Філіппа Геймс — компаньйонка Летиції.
- Міці — куховарка Літтл-Педокса.
- Місіс Светенгем — домогосподарка.
- Едмунд Светенгем — письменник, син місіс Светенгем.
- Арчі Істербрук — полковник у відставці.
- Лора Істербрук — дружина полковника Істербрука.
- Еммі Мерґатройд — домогосподарка.
- Міс Гінчкліф (Гінч) — найкраща подруга міс Мерґатройд, домогосподарка.
- Банч Гармон — працює в церкві.
- Джуліан Гармон — священик, чоловік місіс Гармон.
- Дермот Кредок — поліцейський, веде справу про вбивство в Літтл-Педоксі.
- Сержант Флетчер — помічник містера Кредока.

## Переклад українською
- Оголошено вбивство: роман / Аґата Кристі; пер. з англ. Віктора Шовкуна. — Х. : Книжковий клуб «Клуб сімейного дозвілля» , 2010. — 238 с. ISBN 978-966-14-0905-6

## Екранізації
- У 1985 році відзнято повнометражний епізод серіалу «Міс Марпл» (виробництво BBC) з Джоан Гіксон у головній ролі[2].
- У 2005 році відзнято повнометражний епізод серіалу «Міс Марпл Агати Крісті» (виробництво ITV) з Джеральдін Мак-Еван у головній ролі[3].